# Кейн, Лоренцо
Лоренцо Ламар Кейн (англ. Lorenzo Lamar Cain; 13 апреля 1986 года, Валдоста, Джорджия) — американский бейсболист, выступавший в главной лиги бейсбола за команды «Канзас-Сити Роялс» и  «Милуоки Брюэрс». Играет на позиции центрального аутфилдера. Победитель Мировой серии 2015 года. Участник Матча всех звёзд лиги 2015 и 2018 годов. Обладатель Золотой перчатки 2019 года.

## Карьера
Был задрафтован «Милуоки Брюэрс» на драфте 2014 года в 17 раунде. С 2005 по 2010 год поднимался через систему низших лиг до МЛБ. 16 июля 2010 года был вызван в основной ростер клуба, когда питчер Даг Дэвис был помещён в список травмированных. Он дебютировал в поединке против «Атланты Брэйвз» как пинч-хиттер. Спустя два дня, в поединке той же серии, он выбил свой первый хит, завершив игру 2 из 2.
18 декабря 2010 года произошёл один из крупнейших обменов в лиге на то время. Кейн, совместно с Алсидесом Эскобаром, Джереми Джеффрисом и Джейком Одорицци отправились в «Роялс», а в обратном направлении проследовали Зак Гринки и Юнесеки Бетанкур.
Проведя 2011 год в трипл-А, в «Омахе», сезон 2012 он начал в основном ростере и продлил контракт на год. В 2013 году, вновь продлив соглашение, он стал основным игроком центрфилда «Роялс», имея в качестве бэкапа под собой Джаррода Дайсона. 
По-настоящему Лоренцо раскрылся к 2014 году, в котором он отбивал с линейкой .301/.339/.412. Именно в том сезоне «Роялс» начали своё движение наверх, во многом благодаря раскрытию индивидуальных качеств каждого игрока и общей сыгранности. Звёздный час Кейна пришёлся на Чемпионскую Серию Американской Лиги, где он был признан MVP. Несмотря на это, в Мировой Серии «Роялс» проиграли «Сан-Франциско Джайентс».
В 2015 году Лоренцо впервые в карьере был выбран на Матч Звёзд. В том году «Роялс» выиграли Мировую Серию, а Лоренцо финишировал третьим в голосовании за MVP сезона в Американской Лиге. Он закончил сезон с самым высоким для себя показателем отбивания (30,7 %), хоум-ранами (16) и RBI (72)

## Семья
Лоренцо и его жена Дженни имеют двух сыновей: Кэмерона, родившегося в октябре 2014 и Джейдена, родившегося в январе 2016.